# Toro (Italia)
Toro (Tuorë in molisano, Ture nel dialetto locale) è un comune italiano di 1 235 abitanti della provincia di Campobasso in Molise.

## Storia

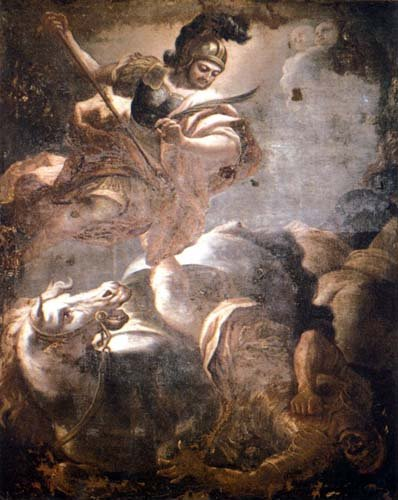
San Mercurio di Cesarea uccide l'imperatore Giuliano olio su tela del XVIII secolo, chiesa del Santissimo Salvatore

L'origine del paese risale agli albori del Basso Medioevo. Nell'XI secolo, per donazione di Roberto di Tristayno, signore di Limosano, il centro, con tutte le pertinenze, passò alla Badia di Santa Sofia di Benevento. Il paese rimase nelle mani della Chiesa da allora sino al 1785, quando fu incamerato al Regio Demanio.
Nel corso della sua storia il paese fu colpito più volte da eventi negativi, come la peste del 1656, che vi provocò circa quattrocento morti su una popolazione che si aggirava sul migliaio di abitanti, e il terremoto del 26 luglio 1805 che atterrò l'intero paese, provocandovi circa trecento morti.
Toro venne danneggiata anche dal terremoto del Molise del 2002, con epicentro nei pressi di San Giuliano di Puglia.

### Simboli
Lo stemma è di azzurro e raffigura un toro ed un leone controrampanti, poggiati sulle cime di quattro colli di verde e sormontati da tre stelle d'oro, male ordinate. Il gonfalone è un drappo di azzurro.

## Monumenti e luoghi d'interesse

### Chiesa del Santissimo Salvatore
La chiesa di origine medievale, completamente crollata nel terremoto del 1805, fu ricostruita in forme neobarocche a pianta basilicale, per quanto non perfettamente simmetrica, stante l'originaria struttura delle fondamenta. Conserva al suo interno un fonte battesimale con bassorilievi probabilmente medioevali, ricavato da una lastra funeraria con iscrizione romana del III secolo, nonché diverse opere d'arte. Tra le belle statue, vanno segnalate la settecentesca Madonna del Rosario di Carmine Latessa da Oratino e l'Hecce homo di recente attribuito a Nicola de Mari. Degna di attenzione la cinquecentesca pala d'altare lignea attribuita a Giovan Vincenzo D'Onofrio, detto il Forli, Madonna con Bambino tra i santi Francesco e Nicola, a e una tela settecentesca raffigurante San Mercurio di Cesarea che uccide l'imperatore Giuliano l'Apostata. un tempo conservata presso la chiesa di San Rocco, dove era stata sistemata a seguito della sconsacrazione della chiesa di San Mercurio, poi definitivamente crollata con il citato terremoto del 1805
La chiesa è meta di pellegrini per la festa patronale del 26 agosto, dedicata appunto al santo.

### Convento di Santa Maria di Loreto
Fondato nel 1592, fu affidato ai Frati Minori Francescani, che lo reggono ancora oggi. Nella chiesa sono conservati statue (come la quattrocentesca Madonna della Tenerezza e la settecentesca Madonna di Loreto attribuita a Paolo Saverio Di Zinno) e dipinti di valore, tra i quali le pale d'altare San Nicola e altri santi (1657) del pittore Campobassano Nicola Felice, la Madonna del Rosario (1719) di Nicola Boraglia, la Madonna della Misericordia di Ciricaco Bunetti (1764), la Madonna della Consolazione e i Cinque Santi (1630 circa, di autore ignoto). Interessante anche la settecentesca Madonna delle Grazie tra San Francesco e il cardinale Orsini. In omaggio allo stesso cardinale Orsini (poi papa Benedetto XIII), il pittore Bartolomeo Mastropietro da Cercemaggiore affrescò, nel 1726, le diciannove lunette del chiostro del convento, che rappresentano un notevole ciclo devozionale a edificazione di San Francesco e l'ordine francescano. Va ricordato che Vincenzo Maria Orsini, arcivescovo di Benevento e abate della Badia di Santa Sofia, era stato il padrone spirituale e feudale di Toro e che il futuro papa amava soggiornare nel convento, dove aveva posto la sua "prediletta stanza".

### Chiesa di San Rocco
Edificata all'infuori delle mura che circondavano l'abitato, la piccola chiesetta, probabilmente sorta a cavallo tra XVI e XVII secolo, si erge su una sporgenza di roccia arenaria. La cappella fu meta di numerosi pellegrini e visitatori nell'estate del 1985, quando, per un curioso gioco di luci e ombre, le genti del luogo credettero di ravvedere in una nicchia le fattezze di Gesù Cristo.

## Società

### Evoluzione demografica
Abitanti censiti

## Amministrazione
Di seguito è presentata una tabella relativa alle amministrazioni che si sono succedute in questo comune.
| Periodo          | Periodo          | Primo cittadino          | Partito                    | Carica              | Note   |
| ---------------- | ---------------- | ------------------------ | -------------------------- | ------------------- | ------ |
| 25 giugno 1985   | 24 giugno 1990   | Filippo Salvatore        | lista civica               | Sindaco             | [ 13 ] |
| 24 giugno 1990   | 29 dicembre 1993 | Luciano Serpone          | Democrazia Cristiana       | Sindaco             | [ 13 ] |
| 28 gennaio 1994  | 10 gennaio 1995  | Salvatore Colfelice      | Democrazia Cristiana       | Sindaco             | [ 13 ] |
| 24 aprile 1995   | 14 giugno 1999   | Donato Michele Simonelli | Partito Popolare Italiano  | Sindaco             | [ 13 ] |
| 14 giugno 1999   | 14 giugno 2004   | Salvatore Colfelice      | lista civica               | Sindaco             | [ 13 ] |
| 14 giugno 2004   | 23 febbraio 2007 | Salvatore Colfelice      | lista civica               | Sindaco             | [ 13 ] |
| 23 febbraio 2007 | 29 maggio 2007   | Francesca D'Alessandro   |                            | Comm. straordinario | [ 13 ] |
| 28 maggio 2007   | 7 maggio 2012    | Angelo Simonelli         | lista civica               | Sindaco             | [ 13 ] |
| 7 maggio 2012    | 12 giugno 2017   | Angelo Simonelli         | -                          | Sindaco             | [ 13 ] |
| 12 giugno 2017   | 12 giugno 2022   | Roberto Quercio          | lista civica Toro di tutti | Sindaco             | [ 13 ] |
| 12 giugno 2022   | in carica        | Roberto Quercio          | lista civica Toro di tutti | Sindaco             | [ 13 ] |